# Saturnino Paredes Macedo
Saturnino Paredes Macedo (Huaraz, 19 de gener de 1921 - Lima, 1996) fou un polític comunista peruà. Inicialment enquadrat al maoisme, virà cap al marxisme-leninisme, agermanant-se amb el Partit del Treball d'Albània. Com a líder del Partit Comunista Peruà - Bandera Roja encapçalà el seu partit a la coalició del Front Obrer Camperol Estudiantil i Popular (FOCEP), obtenint així el dotzè i darrer escó de la formació a l'Assemblea Constituent de 1978.